# Ethiopian Coffee SC
Ethiopian Coffee Sport Club w skrócie Ethiopian Coffee SC – etiopski klub piłkarski grający w pierwszej lidze etiopskiej, mający siedzibę w mieście Addis Abeba.

## Sukcesy
- I liga[1]:
  - mistrzostwo (2): 1997, 2011

- Puchar Etiopii[2]:
  - zwycięstwo (5): 1988, 1998, 2000, 2003, 2008
  - finał (3): 1999, 2004, 2006

- Superpuchar Etiopii[3]:
  - zwycięstwo (4): 1997, 2000, 2008, 2010

## Występy w afrykańskich pucharach
| Sezon     | Rozgrywki                 | Runda   | Kraj     | Klub                        | Dom | Wyjazd | Dwumecz      |
| --------- | ------------------------- | ------- | -------- | --------------------------- | --- | ------ | ------------ |
| 1994      | Puchar CAF                | 1       | Sudan    | Al-Mourada SC               | 2–1 | 0–4    | 2–5          |
| 1998      | Puchar Mistrzów           | wstępna | Seszele  | St Michel United FC         | 8–1 | 0–1    | 8–2          |
| 1998      | Puchar Mistrzów           | 1       | Egipt    | Al-Ahly Kair                | 1–1 | 2–2    | 3–3          |
| 1998      | Puchar Mistrzów           | 2       | Tanzania | Young Africans SC           | 2–2 | 1–6    | 3–8          |
| 1999      | Puchar Zdobywców Pucharów | 1       | Burundi  | AS Inter Star               | –   | –      | –            |
| 2000      | Puchar Zdobywców Pucharów | 1       | Malawi   | Telecom Wanderers           | 3–0 | 1–2    | 4–2          |
| 2000      | Puchar Zdobywców Pucharów | 2       | Egipt    | Zamalek SC                  | 2–1 | 1–2    | 3–3 (k. 2–4) |
| 2001      | Puchar Zdobywców Pucharów | 1       | Mozambik | CD Matchedje de Maputo      | –   | –      | –            |
| 2001      | Puchar Zdobywców Pucharów | 2       | Kamerun  | Kumbo Strikers FC           | 0–0 | 0–1    | 0–1          |
| 2003      | Puchar CAF                | 1       |          | Al-Nasr Bengazi             | 0–0 | 0–1    | 0–1          |
| 2004      | Puchar Konfederacji       | wstępna | Uganda   | Express FC                  | 0–0 | 1–2    | 1–2          |
| 2012      | Liga Mistrzów             | wstępna | Komory   | Coin Nord de Mitsamiouli    | 4–1 | 0–1    | 4–2          |
| 2012      | Liga Mistrzów             | 1       | Egipt    | Al-Ahly Kair                | 0–0 | 0–3    | 0–3          |
| 2021/2022 | Puchar Konfederacji       | 1       | Uganda   | Uganda Revenue Authority SC | 1–3 | 1–2    | 2–5          |

## Stadion
Domowe mecze klub rozgrywa na stadionie o nazwie Addis Abeba Stadium w Addis Abebie, który może pomieścić 35000 widzów.

## Reprezentanci kraju grający w klubie od 1986 roku
Stan na kwiecień 2023.
| - Yordanos Abay - Hailemichael Adeferes - Anteneh Alemerew - Bereket Amare - Solomon Andargachew - Kasaye Arage - Fasika Asefaw - Ephrem Ashamo - Binyam Assefa - Aklilu Ayenew - Sisay Bancha - Ashenafi Begashaw - Million Begashaw - Tediros Bekele - Teoderos Bekele - Tesfaye Bekele - David Beshah - Biruk Beyene - Tekalign Dejene - Behailu Demeke - Samuel Demissie - Wondmeneh Dereje - Daniel Deribe - Tesfaye Dibaba - Dawit Estifanos - Lemi Etana - Manaye Fantu - Dawit Fekadu - Negash Gebrekidah - Yonas Gebremichael - Paulos Getachew - Aschalew Girma - Ashenafi Girma - Robel Girma - Debrom Hagos - Dereje Hailu - Abdulkerim Hassen - Ibrahim Hussein - Thok James - Kitika Jima - Temesgen Kastro - Abel Mamo - Elias Mamo - Mikiyas Mekonen - Abdulkerim Mohammed | - Khalid Mohammed - Mesud Mohammed - Mohammed Nasser - Abubeker Nassir - Gatoch Panom - Ahmed Reshad - Ali Redi - Jemal Sadat - Hussein Seman - Mamo Alem Shanko - Teklemariam Shanko - Shebsibie Sheger - Million Solomon - Tefesse Solomon - William Solomon - Yosef Solomon - Habtamu Tadesse - Mesfin Tafesse - Jemal Tassew - Habtamu Tekeste - Asseged Tesfaye - Siyoum Tesfaye - Tafese Tesfaye - Menyahel Teshome - Jemal Tassew - Abebe Tilahun - Mulualem Tilahun - Samson Tilahun - Zekariyas Tuji - Asrat Tunjo - Tilahun Wolde - Mulugeta Woldeyes - Anwar Yassin' - Andargachew Yilak - Bereket Yisak - Amanuel Yohannes - Ezekiel Morake - Hussein Shabani - Robel Teklemichael - Thomas Biketi - Zachariah Onyango - Quiah Sholee - Krizestom Ntambi - Ismail Watenga - Boban Zirintusa |